# ゴゴ語
ゴゴ語はバントゥー語群に属する言語である。話者はゴゴ族の人々であり、タンザニアのドドマ州、および隣接するシンギダ州マニョニ県に居住している。ゴゴ語は3つの方言を持つと考えられている。ニャムブワ語(シニャムブワ語もしくは西ゴゴ語)はドドマ西部とマニョリで話されている。ニャウゴゴ語(シニャウゴゴ語もしくは中央ゴゴ語)はドドマ周辺で話されている。トゥンバ語(シトゥンバ語もしくは東ゴゴ語)は東部で話されている。ゴゴ語族はカグル語と同族で、語彙の共通度は56%に達する。カグル語をゴゴ語の方言とする事もある。ゴゴ語はヘヘ語やサング語(共にベナ・キンガ語族)と50%の語彙が一致し、キムブ語と48%一致し、ニラムバ語と 45%一致する。後の2語はZone Fに属する。ゴゴ語はキリスト教徒にもイスラム教徒にも話されており、タンザニア英国聖公会の主要言語の1つである。